# Sulfatasa
Las sulfatasas EC 3.1.6.- son enzimas de la clase de las esterasas, que catalizan la hidrólisis de ésteres sulfato. Existen sulfatasas con una amplia especificidad de sustratos, entre los que se incluyen por ejemplo, esteroides, carbohidratos y proteínas. Los ésteres sulfato pueden ser formados a partir de varios alcoholes y aminas. En el último caso, el nombre correcto para los N-sulfatos es sulfamatos.
Las sulfatasas desempeñan importantes papeles medioambientales en el ciclo del azufre, en la degradación de glicosaminglicanos sulfatados y glicolípidos en los lisosomas, y en la remodelación de glicosaminglicanos sulfatados en el espacio extracelular. Junto con las sulfotransferasas, las sulfatasas forman la principal maquinaria bioquímica para la síntesis y degradación de ésteres sulfato.

## Ocurrencia e importancia
Se encuentran sulfatasas tanto en organismos superiores como en organismos inferiores. En los organismos superiores se encuentran en los espacios intra y extracelulares. La esteroide sulfatasa se encuentra distribuida en un amplio rango de tejidos en el organismo, permitiendo que los esteroides sulfatados sintetizados en las glándulas adrenales y gónadas, puedan ser desulfatados luego de su distribución a través del sistema circulatorio. Un gran número de sulfatasas se localizan en los lisosomas, unas organelas digestivas que se encuentran en el interior de las células. Las sulfatasas lisosomales escinden un amplio rango de carbohidratos sulfatados, entre los que se incluyen glicosaminglicanos y glicolípidos. Los defectos genéticos en la actividad de las sulfatasas se pueden producir a través de mutaciones en alguno de los genes que codifican para las sulfatasas individuales, y pueden provocar ciertas enfermedades por atesoramiento lisosomal con un amplio espectro de fenotipos entre los que se incluyen defectos en el desarrollo físico e intelectual.

## Estructura tridimensional
Se ha demostrado que las siguientes sulfatasas se encuentran estructuralmente realacionadas sobre la base de su homología de secuencia:
- Cerebrósido-sulfatasa

- Esteroide sulfatasa

- Arilsulfatasa A EC 3.1.6.8 (ASA), una enzima lisosomal que hidroliza cerebrósido sulfatos;

- Arilsulfatasa B EC 3.1.6.12 (ASB) hidroliza el grupo sulfato de los residuos   N-acetilgalactosamina 4-sulfato del dermatán sulfato;

- Arilsulfatasa D (ASD) y E (ASE); esteril-sulfatasa EC 3.1.6.2 (STS), una enzima unida a membrana que hidroliza los 3-β-hidroxi esteroides sulfatos;

- Iduronato 2-sulfatasa EC 3.1.6.13 (IDS), una enzima lisosomal que hidroliza los grupos 2-sulfato del ácido idurónico en el dermatán sulfato y heparán sulfato;

- N-acetilgalactosamina-6-sulfatasa EC 3.1.6.4, la cual hidroliza los grupos 6-sulfato de la N-acetil-D-galactosamina del condroitín sulfato y las unidades D-galactosa 6-sulfato del queratán sulfato;

- Glucosamina-6-sulfatasa EC 3.1.6.14 (G6S), la cual hidroliza las unidades de N-acetil-D-glucosamina 6-sulfato del heparán sulfato y queratán sulfato.

- N-Sulfoglucosamina sulfohidrolasa EC 3.10.1.1, la enzima lisosomal que hidroliza la N-sulfo-D-glucosamina para formar glucosamina y sulfato;

- Arilsulfatasa de embrión de erizo de mar EC 3.1.6.1;

- Arilsulfatasa de algas verdes EC 3.1.6.1, la cual desempeña un papel importante en la mineralización de los sulfatos.

- Arilsulfatasa EC 3.1.6.1 de Escherichia coli, Klebsiella aerogenes y Pseudomonas aeruginosa.

## Proteínas humanas que contienen este dominio
ARSA;      ARSB;      ARSD;      ARSE;      ARSF;      ARSG;      ARSH;      ARSI;
ARSJ;      ARSK;      GALNS;     GNS;       IDS;       PIGG;      SGSH;      STS;
SULF1;     SULF2;